# Tarhuntassa
Tarhuntassa o Tarhuntasa era una ciutat i un regne que va ocupar la parts sud-oest d'Anatòlia, entre Cilícia i Lícia. La ciutat era a la Terra Baixa Hitita, però exactament no s'ha trobat el lloc, tot i que havia de ser propera a la Vall del modern riu Gok Su o a la rodalia de Kayseri. Estava consagrada a Tessub, el déu hitita de les Tempestes.
El rei hitita Muwatallis II (1295-1272 aC) va traslladar la capital del regne des Hattusa a Tarhuntassa. Es creu que per desplaçar les forces de l'Imperi hitita i situar-les properes a la zona que més el preocupava, Síria. Això va suposar el trasllat de tots els déus ancestrals a la nova ciutat, tal com informava amb to de retret el seu germà Hattusilis III. A més va significar l'augment de la influència luvita que en aquells moments experimentava la cultura hitita. La capital de l'imperi va retornar a Hattusa sota el rei Urhi-Tesub o Mursilis III (1272-1267).

## Regne de Tarhuntasa
Tarhuntassa es va convertir en la capital d'un regne hitita separat que s'estenia per Pamfília, Cilícia Occidental i les muntanyes del Taure fins a Konya, i cap a Lukka a l'oest, i tenia al capdavant a Ulmi-Tesup, fill de Muwatallis II i que cap a l'any 1266 aC va signar un tractat amb el rei hitita Hattusilis III. Hattusilis III havia posat al front del nou regne al seu nebot Mursilis, per fer front als atacs de Lukka, revoltada, i de Piyama-radu i el seu germà Tawagalawa, que al front d'aventurers d'Arzawa i de Lukka i amb el suport d'Ahhiyawa i Millawanda (i de l'illa de Lazba d'on eren originaris) s'havien apoderat de tot el sud-est d'Anatòlia. Ulmi-Tesub va agafar el nom de Kurunta al pujar al tron.
El regne limitava al nord i oest amb Pitassa, Ussa i terres hitites, i cap al sud i sud-oest eren terres a dominar "en direcció a la ciutat de Šaranduwa a la terra del riu Hulaya". En els següents anys Kurunta va dominar fins a la costa al sud, i a l'oest fins al riu Kastaraya (Kestros) i la ciutat de Parha (Perge) a la plana de Pamfília.
El debilitament d'Hatti va obligar a fer concessions al rei Ulmi-Tesub (Kurunta) de Tarhuntassa, el fill de Muwatallis, que es va atribuir el títol de Rei d'Hattusa. El rei de Tarhuntassa cap a la meitat del segle era encara Kurunta que després d'aquesta data va signar un tractat amb Tudhalias IV. Subiluliuma II afirma en una inscripció haver retornat el regne de Tarhuntassa a l'obediència, però el regne va sobreviure i els seus reis es van continuar titulant reis d'Hattusa, cosa que també feien els reis de Karkemish.
Subiluliuma va fer campanya contra Tarhuntasa segons una inscripció. Però no se sap la causa de la campanya. S'han plantejat tres teories: una revolta del rei de Tarhuntasa (Kurunta o un fill de Kurunta); els primers atacs dels Pobles de la mar, o una rebel·lió interna.
Al voltant de l'any 1185 aC l'imperi Hitita es va enfonsar. Tarhuntassa va patir els atacs dels pobles de la mar al mateix temps i va desaparèixer junt amb l'imperi.